# أديب رفيق محمود
أديب رفيق محمود (1933 - 7 أكتوبر 2021)، شاعر فلسطيني من بلدة عنبتا، ولد في قرية صير، وهو عضو في الاتحاد العام للكتاب والأدباء الفلسطينيين. منح شهادة تكريم خاصة بتوقيع الرئيس الراحل ياسر عرفات في احتفال أقيم في جامعة بيرزيت.

## نشأته
عمل والد الشاعر في هذه القرية معلم صبية ومأذوناً وإماما ونقيباً للمشايخ أثناء بداية ثورة 36، ولتطورات الثورة انتقل الوالد بأسرته إلى قرية صانور التي عرفت أيضاً بجمال الريف والمساهمة الفعالة بالحركة الوطنية .
عندما عادت الأسرة إلى البلدة الأم عنبتا، تلقى الشاعر أثناء تعليمه الابتدائي فيها، ثم درس المرحلة الثانوية في مدرسة الفاضلية في مدينة طولكرم، والصلاحية في مدينة نابلس، ثم عُيِّن معلماً في عابود إحدى قرى رام الله، ومعلماً في مخيم نور شمس تحت إشراف وكالة الغوث الدولية. فامتدت به حياته التعليمية إلى ما يقارب أربعين سنة.

## آثاره الأدبية

### آثار نثرية
كتب رواية وسيرة، وهما:
1. رواية الحصار - 1980.
2. عبد الرحيم محمود بين الوفاء والذكرى - 1984.

### آثار أدبية مخطوطة
1. رباعيات.
2. جفرا وقصائد أخرى.
3. أصداء في حديقة المعدن.

### آثار شعرية
يمكن حصر آثاره الشعرية فيما يأتي:
1. صلوات على مذبح الحياة والموت - 1978.
2. أحلام الدائرة الصغيرة - 1984.
3. طير أزرق وجذوع بنية - 1994.
4. أكمام تحت الجليد - 1995.
5. وردة بين الرماد - 1998.